# 磯自慢酒造
磯自慢酒造株式会社（いそじまんしゅぞう）は、静岡県焼津市鰯ヶ島に工場と本社を置く日本の酒造会社である。

## 概要
1830年（天保元年）創業。焼津の地主・庄屋として、冬の農閑期に余剰米で酒造りを行っていたと思われる。「磯自慢（いそじまん）」ブランドの日本酒を醸造販売する。

## 沿革
- 1830年（天保元年）創業[2]。

## 受賞歴
インターナショナル・ワイン・チャレンジ
- 2010年
  - 純米酒の部・金メダル：磯自慢 雄町 特別純米（輸出専用品）[2][3]。
  - 純米吟醸酒・純米大吟醸酒の部・金メダル：磯自慢 大吟醸純米（エメラルドボトル）[2][3]
- 2014年 - 純米酒の部・金メダル：磯自慢 特別純米 雄町[2][4]。